# Щелкунов, Виктор Владимирович
Виктор Владимирович Щелкунов (16 сентября 1958, Москва, СССР — 5 мая 2017) — советский и российский футболист и игрок в мини-футбол на позиции вратаря. Известен выступлениями за московский «Спартак» и сборную СНГ мини-футболу.

## Биография
Щелкунов начал заниматься футболом в 10 лет в московском «Метрострое». Впоследствии он занимался в футбольных школах «Спартака» и «Локомотива», даже входил в заявку последнего, но на поле не выходил. В 1979 году Виктор провёл 8 матчей за ФШМ. Затем более 10 лет он играл в СК «Молния», пока в 1992 году ему не предложили выступать за мини-футбольный «Спартак».
Красно-белые успешно выступили в чемпионате СНГ по мини-футболу, выиграв по его итогам серебряные медали. Во многом этот успех был достигнут благодаря хорошей игре Щелкунова, по итогам чемпионата признанного лучшим вратарём. И вскоре Виктор был вызван в сборную СНГ мини-футболу. Он защищал ворота команды в 5 из 7 матчей в её истории, включая два отборочных матча на чемпионат мира 1992 года, однако в сборную России уже не вызывался.
Щелкунов выступал за «Спартак» до 1994 года, после чего на высоком уровне больше не играл. Впоследствии он перешёл на тренерскую работу, в частности работал в ЦСКА, «Спартак-Щёлково» и «Норильском никеле».
Скончался 5 мая 2017 года после продолжительной болезни.

## Достижения
Личные:
- Лучший вратарь чемпионата СНГ 1992